# Abbey Light Railway
| Abbey Light Railway            | Abbey Light Railway |
| ------------------------------ | ------------------- |
| Lokschuppen an der Bridge Road |                     |
| Streckenlänge:                 | 1.2 km              |
| Spurweite:                     | 610 mm (2-Fuß-Spur) |
|                                |                     |

Die Abbey Light Railway (ALR) war eine Schmalspurbahn mit einer Spurweite von 2 Fuß (610 mm) in Kirkstall, Leeds, West Yorkshire, England. Von Eisenbahnliebhabern erbaut, verlief die Strecke von der Bridge Road in der Nähe des dortigen Gewerbegebiets in das Gelände der Kirkstall Abbey. Sie verkehrte sonn- und feiertags in der warmen Jahreszeit.

## Geschichte

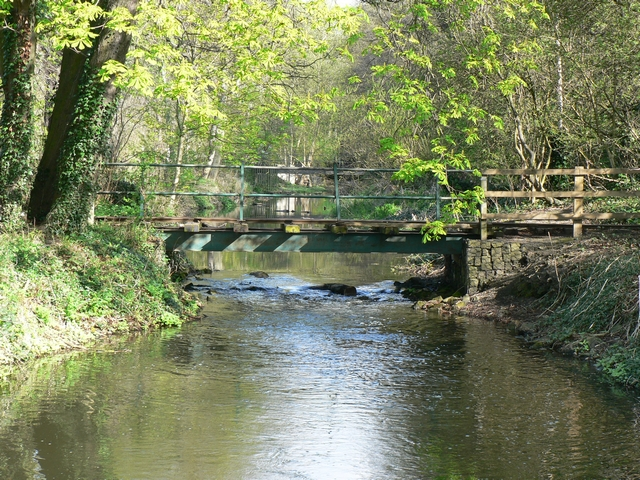
Brücke über den Kirkstall Goit (2006, inzwischen demontiert)

1974 ersuchte Peter Lowe, Ingenieur und Lecturer am Kitson College in Leeds, um die Genehmigung zum Bau einer Eisenbahn in Kirkstall. Ab 1976 wurde die Strecke von einer Gruppe von Eisenbahnfreunden, die zumeist Mitglieder im Verein der Ffestiniog Railway waren, von Grund auf neu erbaut. Gleismaterial wurde aus zweiter Hand von der Ffestiniog Railway erworben, und nach einigen Jahren erstreckte sich die Bahn über ¾ mi (1,2 km) zwischen Kirkstall Abbey und Bridge Road, Kirkstall. Sie überquerte dabei Kirkstall Goit, einen als Mühlgraben angelegten künstlichen Seitenarm des Flusses Aire, auf einer Brücke mit gemauerten Widerlagern.
Anfangs wurde die Strecke rein privat betrieben, aber 1986 wurde die Genehmigung zum öffentlichen Personenverkehr erteilt. Dieser wurde vom Frühjahr bis zum Herbst an jedem Sonntag und an den meisten Bankfeiertagen durchgeführt.
2006 wurde eine Erweiterung der Strecke bis zum Armley Mills Industrial Museum geplant. Diese hätte die Überquerung der Aire und des Leeds and Liverpool Canal erfordert. Das Projekt wurde nicht verwirklicht.
Nachdem Peter Lowe im Oktober 2012 nach kurzer Krankheit gestorben war, wurde der Betrieb eingestellt. Zwar sollte er im folgenden Frühjahr wieder aufgenommen werden, aber ohne den leitenden Ingenieur wurde es schwierig, die notwendige Versicherung zu erhalten. Nur ungern entschloss sich seine Witwe daher, das rollende Material und die Infrastruktur zu verkaufen. Die meisten Lokomotiven und ein großer Teil des übrigen Materials wurden an die Welsh Highland Railway in Porthmadog verkauft. Die Abbrucharbeiten an der Strecke begannen im Februar 2013.

## Lokomotiven
Die Abbey Light Railway hatte folgende Lokomotiven:
| Nummer | Name   | Gebaut von         | Bauart       | Baujahr | Fabriknummer | Einsatzgeschichte |
| ------ | ------ | ------------------ | ------------ | ------- | ------------ | --- |
| 1      | Loweco | Lister             | 0-4-0PM 6HP  | 1942    | 20449        | Neu an Kelby Sand and Gravel Co. Lincolnshire. Später bei Hoe Hill Tile works, Barton-on-Humber. Erste Lokomotive der ALR. Jetzt aufgestellt in Poppleton Community Railway Nursery, York.                                                                                    |
| 2      | Atlas  | Hunslet            | 4wDM 20HP    | 1943    | 2465         | Neu an Ministry of Defence, dann an Strensall Brick and Tile Works, später an Alne Tile Works bei Selby. |
| 3      | Odin   | Motor Rail         | 4wDM 20HP    | 1934    | 5859         | Anfangs als Leihlok eingesetzt, dann an Ham River Grit Co. Ltd, später zu Joseph Arnold & Sons, Leighton Buzzard. Jetzt in Gelert's Farm Works (WHHR), Porthmadog. |
| 4      | Vulcan | Ruston             | 4wDM 44/48HP | 1942    | 198287       | Neu an Harpur Hill, Buxton, dann an die Royal Air Force in Burtonwood verkauft. Später von Yorkshire Water zum Einsatz in Chellow Heights und Thornton Moor bei Bradford gekauft. Durch Yorkshire Water zurückerworben und jetzt bei der Bolton Abbey & Embsay Steam Railway. |
| 5      |        | Ruston and Hornsby | 4wDM 20HP    | 1946    | 235654       | Neu an Elsham Lime Co., verkauft an Barrow Haven Tile Works, Lincolnshire. Bei der ALR informell Little Ruston genannt. |
| 6      | Druid  | Motor Rail         | 4wDM 20HP    | 1941    | 8644         | Neu an Ministry of Defense. Verkauft an Alne Tile Works. Gekauft von der Creekmoor Light Railway in Poole. Bei der ALR weitgehend umgebaut, nur Rahmen, Räder, Getriebe und Namensschild von Original übernommen. Jetzt in Gelert's Farm.                                     |
| 7      |        | Orenstein & Koppel | 4wDM 11HP    | 1935    | 5926         | Neu an Cape Universal Building Products Ltd., Uxbridge. Museal erhalten im Chalk Pits Museum, Amberley. Jetzt in Gelert's Farm. |
| 8      |        | Robert Hudson Ltd  | 0-4-0 20HP   | 1924    | 39924        | Neu an Lanarkshire county council, Cairngryffe Quarry near Biggar. |
| 9      |        | Muir-Hill          | 0-4-0 20HP   | 1925    | 110          | Neu an Meeth Clay Works, Devon; von dort an R. P. Morris, Dartford, Kent. Jetzt in Gelert's Farm. |
| 10     |        | Baguley            | 0-4-0 10HP   | 1917    | 736          | Neu an War Department Light railways, dann zurück an Baguley's, verkauft an Bristol Corporation water works, Blagdon reservoir. Jetzt in Gelert's Farm. |
| 11     |        | Baguley            | 0-4-0 10HP   | 1917    | 760          | Neu an APCM Ltd., Bidwell Clay pit, Dunstable, dann an A. J. Keefe, Aylesbury, dann an R. P. Morris, Dartford. |
| 12     | George | Greenbat           | 4wBE         | 1957    | 2848         | Neu an Chemical and Insulating Co. Ltd, Faverdale, Darlington, von da an R. Stewart, North Yorkshire. Jetzt bei Ripon & District Light Railway (private Bahn). |